# 安德里亞什夫卡 (克里若皮利區)
48°24′29″N 28°43′6″E / 48.40806°N 28.71833°E
安德里亞什夫卡（烏克蘭語：Андріяшівка），是烏克蘭的村落，位於該國西南部文尼察州，由圖利欽區負責管轄，面積0.87平方公里，海拔高度193米，2001年人口105，人口密度每平方公里120.55人。